# Coppa del Mondo di slittino su pista naturale 2022
La Coppa del Mondo di slittino su pista naturale 2022, trentesima edizione della manifestazione organizzata dalla Federazione Internazionale Slittino, ebbe inizio il 7 gennaio 2022 a Umhausen in Austria.
L'italiana Evelin Lanthaler ha conquistato la sua sesta sfera di cristallo, nonché quinta consecutiva, dominando ognuna delle cinque gare in programma. Si è classificata al secondo posto la sua rivale di sempre Greta Pinggera mentre sul terzo gradino del podio è salita la tedesca Lisa Walch. L'Italia ha dominato l'intera stagione collezionando 10 podi e due doppiette in cinque gare.
Per quanto riguarda il singolo maschile il trofeo è andato all'italiano Alex Gruber che, a quasi 30 anni, si è aggiudicato per la prima volta questo prestigioso titolo. Grazie a quattro podi e a due vittorie nelle cinque gare in programma, ha preceduto in classifica generale gli austriaci Thomas Kammerlander e Michael Scheikl. L'austriaco Thomas Kammerlander ha totalizzato due vittorie e cinque podi in altrettante gare, ma nonostante ciò si è dovuto accontentare della piazza d'onore a soli 5 punti di distacco dal vincitore.
L'Italia si è aggiudicata la Coppa delle nazioni per il sedicesimo anno consecutivo e per la ventiduesima volta nella sua storia. Ha vinto tutte e tre le gare a squadre in programma ed ha totalizzato più punti di ogni altra nazionale in tutte le gare disputatesi. Gli atleti italiani hanno vinto 15 delle 18 gare in programma.

## Calendario
| Tappa | Località     | Data                | Singolo                 | Singolo                 | Doppio                  | Gara a squadre          |
| Tappa | Località     | Data                | Donne                   | Uomini                  | Doppio                  | Gara a squadre          |
| ----- | ------------ | ------------------- | ----------------------- | ----------------------- | ----------------------- | ----------------------- |
| 1     | Umhausen     | 7–9 gennaio 2022    | ●                       | ●                       | ●                       | ●                       |
| 1     | Umhausen     | 14–16 gennaio 2022  | ●                       | ●                       | ●                       |                         |
| 2     | Vatra Dornei | 21–23 gennaio 2022  | ●                       | ●                       | ●                       |                         |
| 3     | Nova Ponente | 28–30 gennaio 2022  | ●                       | ●                       | ●                       | ●                       |
| E     | Lasa         | 10–13 febbraio 2022 | XXIX Campionati europei | XXIX Campionati europei | XXIX Campionati europei | XXIX Campionati europei |
| 4     | Mariazell    | 18–20 febbraio 2022 | ●                       | ●                       | ●                       | ●                       |
| 5     | Mosca        | 24–27 febbraio 2022 | cancellata              | cancellata              | cancellata              | cancellata              |

## Risultati

### Singolo donne
| Data             | Località     | Nazione | Prima                   | Seconda                      | Terza                  |
| ---------------- | ------------ | ------- | ----------------------- | ---------------------------- | ---------------------- |
| 8 gennaio 2022   | Umhausen     | Austria | Evelin Lanthaler Italia | Lisa Walch Germania          | Greta Pinggera Italia  |
| 15 gennaio 2022  | Umhausen     | Austria | Evelin Lanthaler Italia | Lisa Walch Germania          | Greta Pinggera Italia  |
| 23 gennaio 2022  | Vatra Dornei | Romania | Evelin Lanthaler Italia | Greta Pinggera Italia        | Lisa Walch Germania    |
| 29 gennaio 2022  | Nova Ponente | Italia  | Evelin Lanthaler Italia | Ekaterina Lavrent'eva Russia | Greta Pinggera Italia  |
| 19 febbraio 2022 | Mariazell    | Austria | Evelin Lanthaler Italia | Greta Pinggera Italia        | Riccarda Ruetz Austria |

### Singolo uomini
| Data             | Località     | Nazione | Primo                       | Secondo                     | Terzo                       |
| ---------------- | ------------ | ------- | --------------------------- | --------------------------- | --------------------------- |
| 9 gennaio 2022   | Umhausen     | Austria | Thomas Kammerlander Austria | Alex Gruber Italia          | Michael Scheikl Austria     |
| 16 gennaio 2022  | Umhausen     | Austria | Alex Gruber Italia          | Thomas Kammerlander Austria | Michael Scheikl Austria     |
| 22 gennaio 2022  | Vatra Dornei | Romania | Thomas Kammerlander Austria | Patrick Pigneter Italia     | Florian Clara Italia        |
| 30 gennaio 2022  | Nova Ponente | Italia  | Alex Gruber Italia          | Michael Scheikl Austria     | Thomas Kammerlander Austria |
| 19 febbraio 2022 | Mariazell    | Austria | Michael Scheikl Austria     | Alex Gruber Italia          | Thomas Kammerlander Austria |

### Doppio
| Data             | Località     | Nazione | Primi                                 | Secondi                                      | Terzi                                        |
| ---------------- | ------------ | ------- | ------------------------------------- | -------------------------------------------- | -------------------------------------------- |
| 8 gennaio 2022   | Umhausen     | Austria | Patrick Pigneter Florian Clara Italia | Pavel Poršnev Ivan Lazarev Russia            | Fabian Achenrainer Simon Achenrainer Austria |
| 15 gennaio 2022  | Umhausen     | Austria | Patrick Pigneter Florian Clara Italia | Fabian Achenrainer Simon Achenrainer Austria | Pavel Poršnev Ivan Lazarev Russia            |
| 23 gennaio 2022  | Vatra Dornei | Romania | Patrick Pigneter Florian Clara Italia | Aleksandr Egorov Ivan Rodin Russia           | Fabian Achenrainer Simon Achenrainer Austria |
| 29 gennaio 2022  | Nova Ponente | Italia  | Patrick Pigneter Florian Clara Italia | Patrick Lambacher Matthias Lambacher Italia  | Pavel Poršnev Ivan Lazarev Russia            |
| 20 febbraio 2022 | Mariazell    | Austria | Patrick Pigneter Florian Clara Italia | Fabian Achenrainer Simon Achenrainer Austria | Pavel Poršnev Ivan Lazarev Russia            |

### Staffetta a squadre
| Data             | Località     | Nazione | Prima                               | Seconda                                      | Terza                                         |
| ---------------- | ------------ | ------- | ----------------------------------- | -------------------------------------------- | --------------------------------------------- |
| 9 gennaio 2022   | Umhausen     | Austria | Italia Evelin Lanthaler Alex Gruber | Austria Michelle Diepold Thomas Kammerlander | Russia Ekaterina Lavrent'eva Aleksandr Egorov |
| 30 gennaio 2022  | Nova Ponente | Italia  | Italia Evelin Lanthaler Alex Gruber | Austria Tina Unterberger Michael Scheikl     | Russia Ekaterina Lavrent'eva Grigorij Bukin   |
| 20 febbraio 2022 | Mariazell    | Austria | Italia Evelin Lanthaler Alex Gruber | Austria Riccarda Ruetz Michael Scheikl       | Russia Ekaterina Lavrent'eva Grigorij Bukin   |

## Classifiche generali
Il sistema di punteggio è rimasto invariato rispetto alla precedente stagione:
| Piazzamento | 1   | 2  | 3  | 4  | 5  | 6  | 7  | 8  | 9  | 10 | 11 | 12 | 13 | 14 | 15 | 16 | 17 | 18 | 19 | 20 | 21 | 22 | 23 | 24 | 25 | 26 | 27 | 28 | 29 | 30 | 31 | 32 | 33 | 34 | 35 | 36 | 37 | 38 | 39 | 40+ |
| Punti       | 100 | 85 | 70 | 60 | 55 | 50 | 46 | 42 | 39 | 36 | 34 | 32 | 30 | 28 | 26 | 25 | 24 | 23 | 22 | 21 | 20 | 19 | 18 | 17 | 16 | 15 | 14 | 13 | 12 | 11 | 10 | 9  | 8  | 7  | 6  | 5  | 4  | 3  | 2  | 1   |

Nel singolo maschile vige la regola di massimo sei atleti per nazione partecipanti alla prima manche di ogni gara. Solamente i quattro migliori atleti di ogni nazione si qualificano alla seconda manche. Il regolamento prevede comunque l'assegnazione di 14 punti al miglior non qualificato, 13 punti al secondo migliore e così via per tutti gli altri che non hanno il diritto di competere alla seconda discesa.
Nel doppio si qualificano alla seconda manche solo i primi tre equipaggi di ogni nazione. I non qualificati ricevono, a scalare, da 24 punti in poi.

### Singolo donne
| Pos. | Nome                  | Nazione  | UMH-1 | UMH-2 | VAT | NOP | MAR | Punti |
| ---- | --------------------- | -------- | ----- | ----- | --- | --- | --- | ----- |
| 1    | Evelin Lanthaler      | Italia   | 1     | 1     | 1   | 1   | 1   | 500   |
| 2    | Greta Pinggera        | Italia   | 3     | 3     | 2   | 3   | 2   | 380   |
| 3    | Lisa Walch            | Germania | 2     | 2     | 3   | 5   | 6   | 345   |
| 4    | Tina Unterberger      | Austria  | 5     | 6     | 4   | 4   | 4   | 285   |
| 5    | Ekaterina Lavrent'eva | Russia   | 6     | 5     | -   | 2   | 5   | 245   |
| 6    | Daniela Mittermair    | Italia   | 8     | 10    | 5   | 6   | 11  | 217   |
| 7    | Nadine Staffler       | Italia   | 7     | 7     | 9   | 7   | 10  | 213   |
| 8    | Sara Bachmann         | Germania | 9     | 11    | 7   | 9   | 7   | 204   |
| 9    | Michelle Diepold      | Austria  | 4     | 4     | 6   | -   | -   | 170   |
| 10   | Vanessa Markt         | Austria  | 10    | 12    | 10  | 11  | 13  | 168   |
| 11   | Anastasiya Slyusar    | Ucraina  | 13    | 14    | 8   | 12  | 12  | 164   |
| 12   | Daria Maleeva         | Russia   | 12    | 8     | -   | 8   | 9   | 155   |
| 13   | Aleksandra Suvorova   | Russia   | 15    | 15    | 11  | 10  | 15  | 148   |
| 14   | Riccarda Ruetz        | Austria  | 11    | 9     | -   | -   | 3   | 143   |
| 15   | Julia Plowy           | Polonia  | 14    | 16    | 12  | -   | 14  | 113   |

### Singolo uomini
| Pos. | Nome                       | Nazione  | UMH-1 | UMH-2 | VAT | NOP | MAR | Punti |
| ---- | -------------------------- | -------- | ----- | ----- | --- | --- | --- | ----- |
| 1    | Alex Gruber                | Italia   | 2     | 1     | 4   | 1   | 2   | 430   |
| 2    | Thomas Kammerlander        | Austria  | 1     | 2     | 1   | 3   | 3   | 425   |
| 3    | Michael Scheikl            | Austria  | 3     | 3     | 5   | 2   | 1   | 380   |
| 4    | Patrick Pigneter           | Italia   | 6     | 4     | 2   | 5   | 5   | 305   |
| 4    | Florian Clara              | Italia   | 4     | 5     | 3   | 4   | 4   | 305   |
| 6    | Fabian Achenrainer         | Austria  | 5     | 6     | 7   | 9   | 6   | 240   |
| 7    | Aleksandr Egorov           | Russia   | 8     | 8     | 6   | 7   | 10  | 216   |
| 8    | Mathias Troger             | Italia   | 7     | 9     | 8   | 8   | 9   | 208   |
| 9    | Florian Markt              | Austria  | 9     | 11    | 9   | 11  | 7   | 192   |
| 10   | Grigory Bukin              | Russia   | 10    | 7     | -   | 6   | 8   | 174   |
| 11   | Leonardo De Oliveira Silva | Brasile  | 20    | 20    | 13  | 16  | 12  | 129   |
| 12   | Myroslav Lenko             | Ucraina  | 12    | 13    | 14  | -   | 11  | 124   |
| 13   | Ivan Lenko                 | Ucraina  | -     | 18    | 16  | 17  | 18  | 100   |
| 14   | Alekssandr Zyrianov        | Russia   | 14    | 12    | 12  | -   | -   | 92    |
| 15   | Oliver Schiller            | Germania | 13    | 15    | -   | 14  | -   | 84    |

### Doppio
| Pos. | Nome                                 | Nazione   | UMH-1 | UMH-2 | VAT | NOP | MAR | Punti |
| ---- | ------------------------------------ | --------- | ----- | ----- | --- | --- | --- | ----- |
| 1    | Patrick Pigneter Florian Clara       | Italia    | 1     | 1     | 1   | 1   | 1   | 500   |
| 2    | Fabian Achenrainer Simon Achenrainer | Austria   | 3     | 2     | 3   | 4   | 2   | 370   |
| 3    | Pavel Poršnev Ivan Lazarev           | Russia    | 2     | 3     | -   | 3   | 3   | 295   |
| 4    | Patrick Lambacher Matthias Lambacher | Italia    | 4     | 4     | -   | 2   | -   | 205   |
| 5    | Myroslav Lenko Ivan Lenko            | Ucraina   | 7     | 7     | 5   | -   | 6   | 197   |
| 6    | Stanislav Kovšik Ilia Tarasov        | Russia    | 6     | 5     | -   | 5   | -   | 160   |
| 7    | Matevz Vertelj Vid Kralj             | Slovenia  | 8     | 8     | -   | -   | 4   | 144   |
| 8    | Bine Mekina Blaz Mekina              | Slovenia  | 8     | -     | -   | 7   | 5   | 143   |
| 9    | Kirill Kravchuk Nikolai Shulgin      | Russia    | -     | 6     | 4   | -   | -   | 134   |
| 10   | Aleksandr Egorov Petr Popov          | Russia    | 5     | -     | -   | 6   | -   | 105   |
| 11   | Aleksandr Egorov Ivan Rodin          | Russia    | -     | -     | 2   | -   | -   | 85    |
| 12   | Tomas Hasek David Rydl               | Rep. Ceca | 10    | -     | -   | -   | 7   | 82    |
| 13   | Ivan Lenko Anastasiya Slyusar        | Ucraina   | -     | -     | -   | -   | -   | 0     |

### Coppa delle nazioni
| Pos. | Nazione       | UMH-1 | UMH-2 | VAT | NOP | MAR | Punti |
| ---- | ------------- | ----- | ----- | --- | --- | --- | ----- |
| 1    | Italia        | 683   | 693   | 650 | 735 | 621 | 3 382 |
| 2    | Austria       | 544   | 524   | 482 | 405 | 534 | 2 489 |
| 3    | Russia        | 478   | 477   | 342 | 524 | 268 | 2 089 |
| 4    | Germania      | 177   | 203   | 116 | 122 | 164 | 782   |
| 5    | Slovenia      | 227   | 136   | -   | 104 | 258 | 725   |
| 6    | Ucraina       | 113   | 127   | 150 | 56  | 139 | 585   |
| 7    | Polonia       | 72    | 69    | 32  | 49  | 48  | 270   |
| 8    | Rep. Ceca     | 70    | 18    | 50  | -   | 87  | 225   |
| 9    | Brasile       | 38    | 40    | 53  | 25  | 54  | 210   |
| 10   | Stati Uniti   | 43    | 63    | 22  | -   | -   | 128   |
| 11   | Kazakistan    | 21    | 19    | 30  | 30  | -   | 100   |
| 12   | Belgio        | 13    | 22    | 41  | -   | 17  | 93    |
| 13   | Croazia       | 23    | -     | -   | 28  | 25  | 76    |
| 14   | Canada        | -     | 21    | -   | -   | 22  | 43    |
| 15   | Nuova Zelanda | 19    | 20    | -   | -   | -   | 39    |